# Raheleh Rahemipour
Raheleh Rahemipour is een mensenrechtenactivist uit Teheran, Iran. Ze is met name bekend vanwege haar campagnes en zoektocht naar haar vermiste familieleden en haar vreedzame activisme voor andere slachtoffers van standrechtelijke executie en gedwongen verdwijning.

## Biografie
In maart 2016 diende zij een klacht in bij de Verenigde Naties (UN Working Group on Enforced or Involuntary Disappearances) met betrekking tot de verdwijning van haar broer Hossein en nichtje Golrou. Hossein Rahemipour en zijn zwangere vrouw waren in 1983 opgepakt vanwege hun politieke activisme. In de beruchte Evin gevangenis werd in april 1984 hun dochtertje geboren, maar na enkele dagen meegenomen. De familie kreeg te horen dat ze dood was, maar kreeg daar nooit bewijs van. In oktober van dat jaar kwam ook het bericht van de dood van haar broer.
Raheleh Rahemipour bleef zoeken naar bewijs voor het lot van haar broer en nichtje en openlijk aandacht vragen voor het lot van vermisten en geëxecuteerden. In augustus 2016 werd zij meegenomen voor urenlange ondervraging, eveneens in de Evin gevangenis, omdat zij bij vreedzame demonstraties een bord getoond had met de tekst: "Jullie vermoordden mijn broer! Wat deden jullie met zijn dochter?". Zij werd vervolgd op grond van het verspreiden van valse informatie en het ageren tegen het regime. Hiertegen tekenden verschillende internationale organisaties en onafhankelijke experts van de VN protest aan.
Begin 2017 werd Rahemipour desalniettemin veroordeeld tot een jaar gevangenisstraf. Zij ging hier tegen in beroep hetgeen zij in vrijheid kon afwachten. In juli 2017 maakte de Iraanse regering aan de VN bekend dat Rahemipours broer inderdaad was geëxecuteerd en dat zijn dochter enkele dagen na de geboorte was overleden.
In mei 2018 stond Raheleh Rahemipour opnieuw voor de rechter. Haar werd gezegd dat de autoriteiten de vervolging zouden stopzetten wanneer zij haar klacht bij de VN zou intrekken.